# Ashramas
Ashrama (sânscrito: आश्रम, āśrama) no hinduísmo é um dos quatro estágios da vida baseada em uma escala etárea. Embora esse sistema não fosse seguido de forma rigorosa, supunha-se que cada homem das três castas superiores da Índia poderia passar por quatro fases diferentes. Esse sistema não se aplicava às mulheres, nem à classe social inferior, dos shudras.

## O Sistema Ashrama
No sistema Ashrama existem quatro estágios sucessivos: Brahmacharya, Grihasthya, Vanaprastha e Sannyasa.

### Brahmacharya
Ver artigo principal: Brahmacharya
Brahmacharya ou fase de educação religiosa, iniciava-se quando os meninos tinham 6 anos de idade, ou pouco mais do que isso. A entrada nesta fase era marcada por um ritual de iniciação, chamado upanayana. A partir desse momento, a pessoa era considerada um "renascido" (dvija) e passava a participar da vida religiosa. A duração desta fase não era rígida. Durante esse período, o jovem devia aprender os Vedas, era treinado na realização de rituais, aprendia as normas de vida ou dever, dharma, e praticava a auto-disciplina. Desde a iniciação, a criança deixava a casa de sua família e passava a viver com um mestre ou acarya, obedecendo a regras ascéticas, em completa abstinência sexual.

### Grihasthya
Ver artigo principal: Grihasthya
Grihasthya é o segundo estágio da vida dos homens segundo a tradição indiana, o estágio do chefe da família, no qual ele se casa e passa a cumprir o seu dever social, tendo filhos e cumprindo suas obrigações para com as outras pessoas, de acordo com sua casta social. Os principais valores que guiavam essa etapa de vida era a satisfação dos desejos, dharma.

### Vanaprastha
Ver artigo principal: Vanaprastha
Vanaprastha ou vida na floresta é o terceiro estágio da vida dos homens, que deveria ser iniciado quando a pessoa já tivesse cumprido o seu papel social, seus cabelos estivessem brancos e seus filhos já tivessem se casado. Ao atingir essa fase, a pessoa poderia optar por permanecer com sua família, ou ir para a floresta e se tornar um eremita, dedicando-se apenas ao estudo espiritual. Se sua esposa ainda estivesse viva, ela poderia ir com o marido para a floresta, ou ficar morando com os filhos. 

### Sannyasa
Ver artigo principal: Sannyasa
Sannyasa ou renúncia é o quarto e último estágio da vida do homem, no sistema indiano, no qual ele se despede da vida material buscando apenas a libertação espiritual ou moksha. Nessa etapa, ele passa a vaguear de um lugar para outro, sem residência fixa, vivendo dos alimentos que lhe são dados. Já não tem família nem qualquer posse, além de uma cuia para alimentos, um pote para água, sua roupa e alguns poucos objetos. O samnyasin deve voltar sua atenção constantemente para a realidade absoluta, Krishna (Bhagavan), sem se interessar mais por qualquer outra coisa.